# Typ 99 (działo samobieżne)
Typ 99 (jap. 99式自走155mm榴弾砲 99-shiki jisō 155 mm ryūdan-hō) – haubica samobieżna Japońskich Lądowych Siły Samoobrony, która została opracowana jako następca samobieżnej haubicy Typ 75. 
Rozwój samobieżnej haubicy Typ 99 rozpoczął się w 1985 roku w celu zastąpienia przestarzałej haubicy samobieżnej Typ 75. Firmie Mitsubishi Heavy Industries zlecono zaprojektowanie podwozia, zaś uzbrojenia firmie Japan Steel Works. Haubicę wprowadzono do służby w 1999 roku.

## Opis konstrukcji
Typ 99 wykorzystuje zmodyfikowane podwozie pochodzące z bojowego wozu piechoty Typ 89, wydłużone o dodatkowe koło jezdne. Typ 99 wykorzystuje lufę o długości 52 kalibrów w porównaniu z lufą długości 30 kalibrów w poprzedniku Typ 75. Uzbrojenie dodatkowe składa się z zamontowanego na dachu wielkokalibrowego karabinu maszynowego kalibru 12,7 mm. Pancerz pojazdu zapewnia ochronę przed ogniem z broni strzeleckiej i odłamkami pocisków artyleryjskich. Napęd stanowi silnik wysokoprężny o mocy 600 koni mechanicznych.